# Китайсько-казахстанський кордон
Китайсько-казахстанський кордон — державний кордон, що проходить між двома азійськими країнами, Китаєм зі сходу та Казахстаном із заходу.
Загальна протяжність кордону становить 1782,75 км, з яких 1215,86 км — сухопутна межа та 566,89 км проходять по річкам чи озерах.

## Історія

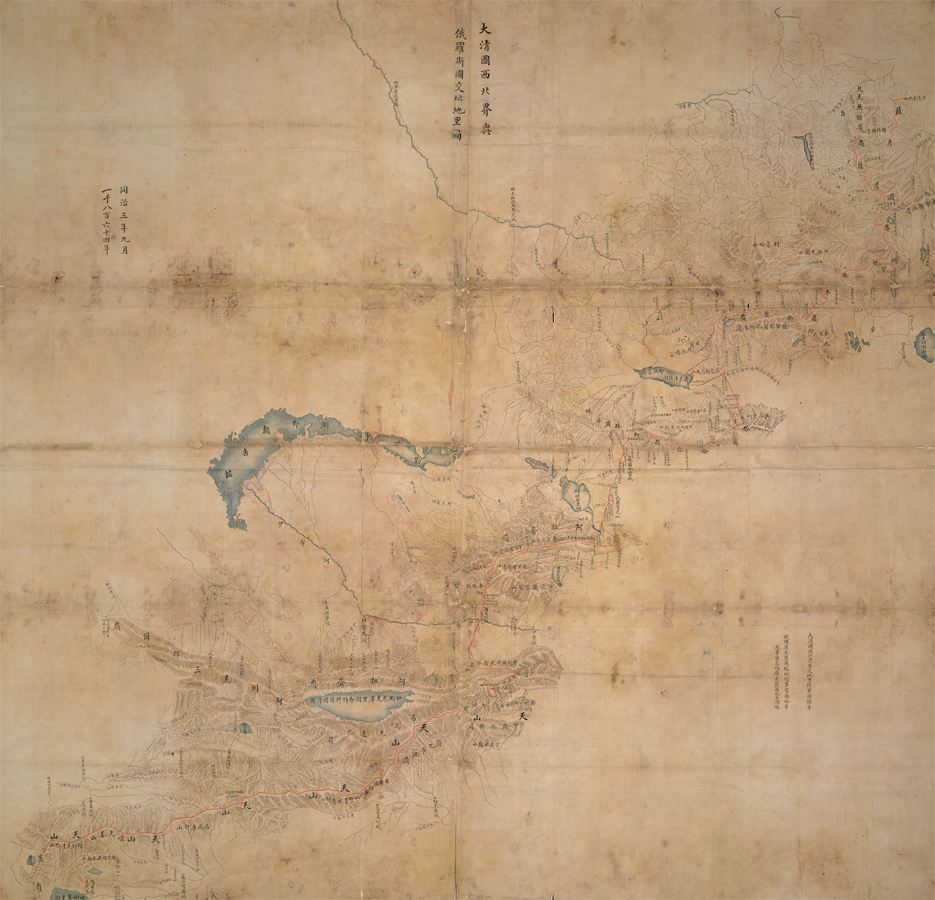
Карта-додаток до Чугучацького протоколу

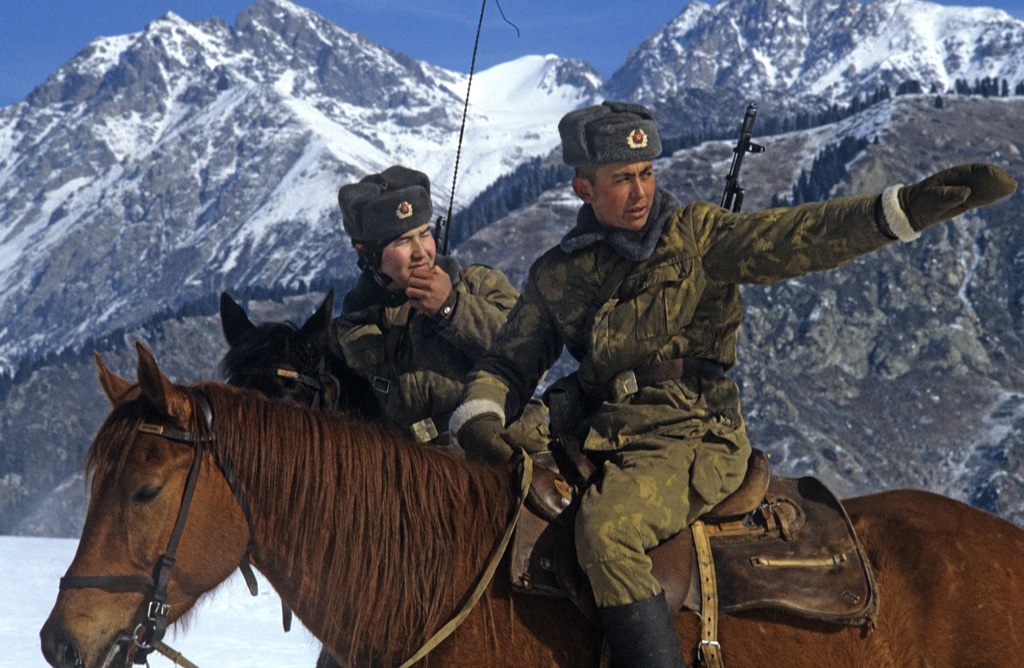
Радянські прикордонники (фото 1984 року)

Згідно з Пекінським договором 1860 року Китай повинен був облаштувати власні кордони. Вперше кордони між Російською імперією та Китаєм були встановлені 25 вересня 1864 року Чугучацьким протоколом, коли озеро Зайсан перейшло до Росії. Пізніше, 1870 року, Хабарасуйським протоколом було встановлено конкретне проходження кордону, і це було зафіксовано на договірних картах 1869, 1870 та 1883 років. Однак російські комісари, які займались демаркацією кордону припускали похибки при влаштуванні межі. В окремих випадках такі помилки були зроблені навмисно і на користь Російської імперії. Існує листування комісарів з російським царем, в якому вони вихваляються як напоїли китайців та вночі перенесли прикордонні мітки вглиб їхньої території. Таким чином існувало два кордони — перший врегульований офіційним документом та фактичний, і який охоронявся військовими. Інша проблема виникла при перекладі договору маньчжурською мовою. При розмежуванні на спірній ділянці перевалу Чоган-обо у російському тексті передбачалось встановлення 3 прикордонних знаків в обхід річки з півдня. У маньчжурському ж тексті вказувався загальний напрямок проходження кордону на захід і встановлення знаків не на перевалах, а на урочищах. Сліди цих знаків збереглись і по сьогодні. Щодо другої ділянки, то кордон там був зміщений в бік Китаю на 15 км, окрім того у тексті Чугучацького протоколу взагалі було записано приналежність даної території Китаю. 1881 року у Санкт-Петербурзі було підписано Договір про Ілійський край, згідно з яким до складу Російської імперії відійшло 20% Ілійського краю (в межах Уйгурського, Райимбецького та Панфіловського районів Алматинської області).
13 серпня 1969 року на кордоні біля озера Жаланашколь стався збройний конфлікт між радянськими та китайськими прикордонниками. Як результат, з боку СРСР було вбито 2 військових, з боку Китаю — 21 (19 на місці, 2 у полоні). 11 вересня у Пекіні було досягнуто домовленості про припинення ворожнечі між Китаєм та СРСР, тим самим конфлікт став єдиним на казахській ділянці радянського кордону.
Радянський Союз з різних причин протягом 30 років не намагався врегулювати прикордонні питання з Китаєм, які після здобуття Казахстаном незалежності перейшли до нього. Казахстан став першим зі всіх країн колишнього СРСР, який провів облаштування власного кордону. Делімітація кордонів між країнами проходила у період з 1992 по 1998 роки. Під час цього процесу було узгоджено 90% кордону. 26 квітня 1994 року в Алмати лідерами обох країн було підписано Угоду про казахстансько-китайський державний кордон, згідно з якою також до складу Китаю було передано територію в районі озера Жаланашколь, через яку 1969 року стався збройний конфлікт. Однак лишалась проблема узгодження двох ділянок кордону на спірних територіях. Додатковій угоди 24 вересня 1997 року та 4 липня 1998 року допомогли розмежувати окремі ділянки. Демаркація кордонів між країнами проходила у період з 1998 по травень 2002 року. На цьому етапі були врегульовані питання щодо спірних територій — у межах Зайсанського району та у межах Алакольського району. Після демаркація було підписано остаточний договір про облаштування спільного кордону 10 травня 2002 року у Пекіні.

## Спірні території

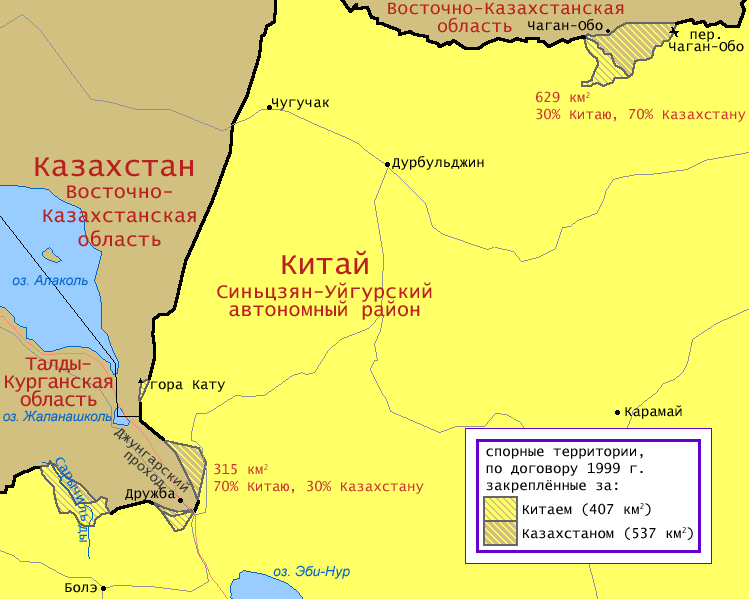
Карта ділянок

При делімітації кордону у середині 1990-х років виникли труднощі у розмежуванні двох ділянок. Перша ділянка в районі перевалів Чоган-обо та Баймурза площею 629 км² знаходилась в межах Зайсанського району Східноказахстанської області. Після узгодження до Китаю відійшло 30%, до Казахстану — 70%. Друга ділянка в районі річки Саричильди площею 315 км² знаходилась в межах Алакольського району Алматинської області. Хоча згідно з Чугучацьким протоколом територія повинна відійти Китаю, казахська сторона звернула увагу Китаю на господарське використання ділянки, а також про необхідність використання річки Саричильди для скотарства. Після узгодження і поступок до Китаю відійшло 70%, до Казахстану — 30%. Після остаточно узгодження питання двох спірних ділянок до Китаю відійшло 407 км², а до Казахстану — 537 км², що вказує на те, що на даний момент спірних території між двома країнами не існує.